# 方圆 (1948年)
方圓（1948年—），本名鄭天賜、化名周牧，澳大利亚华人，中國工黨主席，中华人民共和国持不同政見者。

## 早期經歷
祖籍河南滎陽，出生于云南昆明，在貴陽成長。「文革」早期，曾參與組織領導獨立工會組織「全國紅色勞動者造反總團」（簡稱「全紅總」），主持領導「全紅總」封閉中共勞動部與進駐中華全國總工會的行動，起草印發了為臨時工、合同工爭權益的「三家聯合通告」（《全國紅色勞動者造反總團、中華人民共和國勞動部、中華全國總工會聯合通告》），被中國大陸稱為「在全國範圍內掀起經濟主義妖風」。
1967年2月17日，中共中央、國務院發出取締「全紅總」和「三家聯合通告」的文件，方圓作為「全紅總」領袖被關押並以「現行反革命罪」判處有期徒刑二十年。釋放後，在「西單民主牆」時期與任畹町等組建「中國人權同盟」。因參與「八九民運」被中国政府追捕，1993年流亡澳大利亚。

## 流亡海外
在「九八組黨」時期與王炳章、王希哲等組建「中國民主黨」。2000年與劉國凱等組建「中國社會民主黨」（又稱「中國工黨」）。在2003年的中國工黨第一次代表大會上被選舉為首任主席。2005年與中國民主黨流亡總部召集人徐文立、中國自由民主黨主席倪育賢、中國社會民主黨主席劉國凱、自由中國運動負責人王希哲、中國民聯主席薛偉等組建「中國民主政黨聯盟」，為聯盟的秘書長兼發言人。
2007年，方圓在香港正式注册工黨，中國工黨成爲第一個在中華人民共和國管治下的香港獲得正式註冊的海外民主政黨，2007年10月，中國工黨成为第一個在香港正式參加中國大陸境內的議會選舉的海外民主政黨。
2009年，港府拒絕作为中國工黨主席的方圓（澳大利亚籍）入境。此行目的是主持中國工黨香港分部的例行會議及會見香港泛民主派人士，包括社民連立法會議員梁國雄及南方民主同盟主席龍緯汶等。
2017年，藏人行政中央司政洛桑森格在澳洲首都堪培拉与中国工党主席方圆等人。

## 作品
- 《論臨時合同工制度》，北京，1966年
- 《光緒之死與胡燿邦之死》，香港時報，1989年
- 《談“永不生銹的螺絲釘”》，香港時報，1989年
- 《多黨制不合中國國情嗎？》，香港時報，1989年
- 《一場悼亡活動將改變中國歷史》，香港《争鸣》雜誌，1994年
- 《自由工人運動的先驅》，美國《北京之春》雜誌，1996年
- 《中國工黨綱領》，美國，方圓文集一，2000年
- 《王炳章芒街蒙難紀實》，2003年
- 《革命與改良：中國工黨的選擇》，澳洲，方圓文集一，2003年
- 《胡溫親政—鳥籠政治時代的開始》，澳洲，方圓文集一，2004年
- 《羅德島宣言》，方圓文集一，美國，2005年
- 《一中兩國：兩岸關係的新構想》，美國，方圓文集一，2005年
- 《權力意識與公民意識》，臺灣，方文圓集一，2006年
- 《從“全紅總”談“人民文革”》，澳洲，方圓文集一，2006年
- 《毛文革真有“人民性”嗎？》，澳洲，方圓文集一，2006年
- 《毛主義的實質是“追求人民真正當家作主的平等理想”嗎？》，澳洲，方圓文集一，2006年
- 《再談毛主義的實質和理想及理想主義》，澳洲，方圓文集一，2006年
- 《鑄犁為劍還是鑄劍為犁？》，香港，方圓文集一，2007年
- 《哭鍾原》，香港，方圓文集一，2008年
- 《天安門精神永垂不朽》，澳洲，方圓文集一，2009年
- 《兩岸和平協議（工黨版）》，澳洲，方圓文集一，2009年
- 《中國特色與中國模式——中國工黨第三次全國代表大會政治報告》，澳洲，方圓文集一，2014年